# جيورجيري
جيورجيري (ني جيورفاري، المولود في 11 أكتوبر 1955 في بيكيسكسابا) هي لاعبة كرة يد مجرية.
في عام 1980 كانت عضوا في الفريق المجري الذي احتل المركز الرابع في الألعاب الأولمبية . لعبت في أربع مباريات. 

## روابط خارجية
- جيورجيري على موقع أوليمبيديا (الإنجليزية)